# 279 Thule
A 279 Thule egy kisbolygó a Naprendszerben. Johann Palisa fedezte fel 1888. október 25-én.